# Knepfle
Les Knepfle appartiennent à la famille des échaudés, à laquelle appartiennent aussi les gnocchis. Ils servent surtout d'accompagnement à des plats en sauce qui les rehaussent de manière élégante pour produire un mets très apprécié en Europe centrale de sa façade ouest en Lorraine, jusqu'à son extrémité orientale en Slovaquie, en passant par toutes les régions germanophones, magyarophones et slavophones. Toutefois ils peuvent également être servis en plat principal avec une sauce ou du fromage râpé ou bien encore des légumes.

## Origine et particularités
Le choix de nommer l'article Knepfle est forcément réducteur vis-à-vis des autres locuteurs germanophones, mais il a le mérite de rassembler un bassin plus large de l'Alsace à l'Autriche en raison du maintien de l'affriquée /PF/. De même, on peut écrire et lire Knöpfle par rapprochement pratique avec le haut-allemand Knöpfchen et, sur le terrain, entendre la prononciation régionale du /ö/ en /é/.
La sphère des Knepfle est plus grande, plus européenne, que celle de son proche parent, les Spätzle, dont le bastion reste concentré autour des régions alémaniques de l'Alsace au Vorarlberg. Bien que la pâte soit quasi identique, le Spätzle est résolument plus fin, il rappelle plus clairement les nouilles quand on le regarde dans l'assiette de service alors que les Knepfle ne peuvent renier leur parenté avec les multiples variantes de gnocchis de par leur forme plus compacte, ronde ou  carrée. La différence essentielle entre un Spätzle et un Knepfle est que le second peut parfois être composé d'autres ingrédients que les œufs, l'eau et la farine.

## Variantes régionales

### Knepp(Moselle germanophone)
Les Knepp ou Kneddeln, appelés Knepple au pays de Bitche, désignent la variante de la Moselle germanophone. L'auteur de langue francique, Jean-Louis Kieffer, précise dans son petit ouvrage de premier contact avec le francique mosellan qu'elles sont généralement servies avec des croutons frits et de la crème fraiche. Une mention attire également l'attention dans son descriptif : la pâte est réalisée avec du lait. Ce n'est pas partout le cas dans les autres zones de la sphère Knepfle qui préfère l'eau au lait, se rapprochant ainsi de la pâte à Spätzle.
Dans cette région lorraine, on sert également les Kneppen agrémentés de lardons, de pruneaux, mais aussi avec une compote ou une sauce tomate, comme plat principal sucré ou salé.
La forme orthographique en « Knepp » est symptomatique du moyen allemand auquel appartiennent les dialectes franciques de Moselle qui n'ont pas subi la seconde mutation consonantique.

### KnepfleouKnepfla(Alsace)
Dans le Haut-Rhin, on parle de Knepfla, et, dans le Bas-Rhin, on parle de Knepfle (Knepple en Alsace bossue).
Ce terme englobe des boulettes et des quenelles. Ainsi, on mange des Fleischknepfle (boulettes de viande), des Griessknepfle (quenelles de semoule), des Mehlknepfle (quenelles de farine aussi appelées Spätzle dans leur petit format).

### Kneff(Vosges)

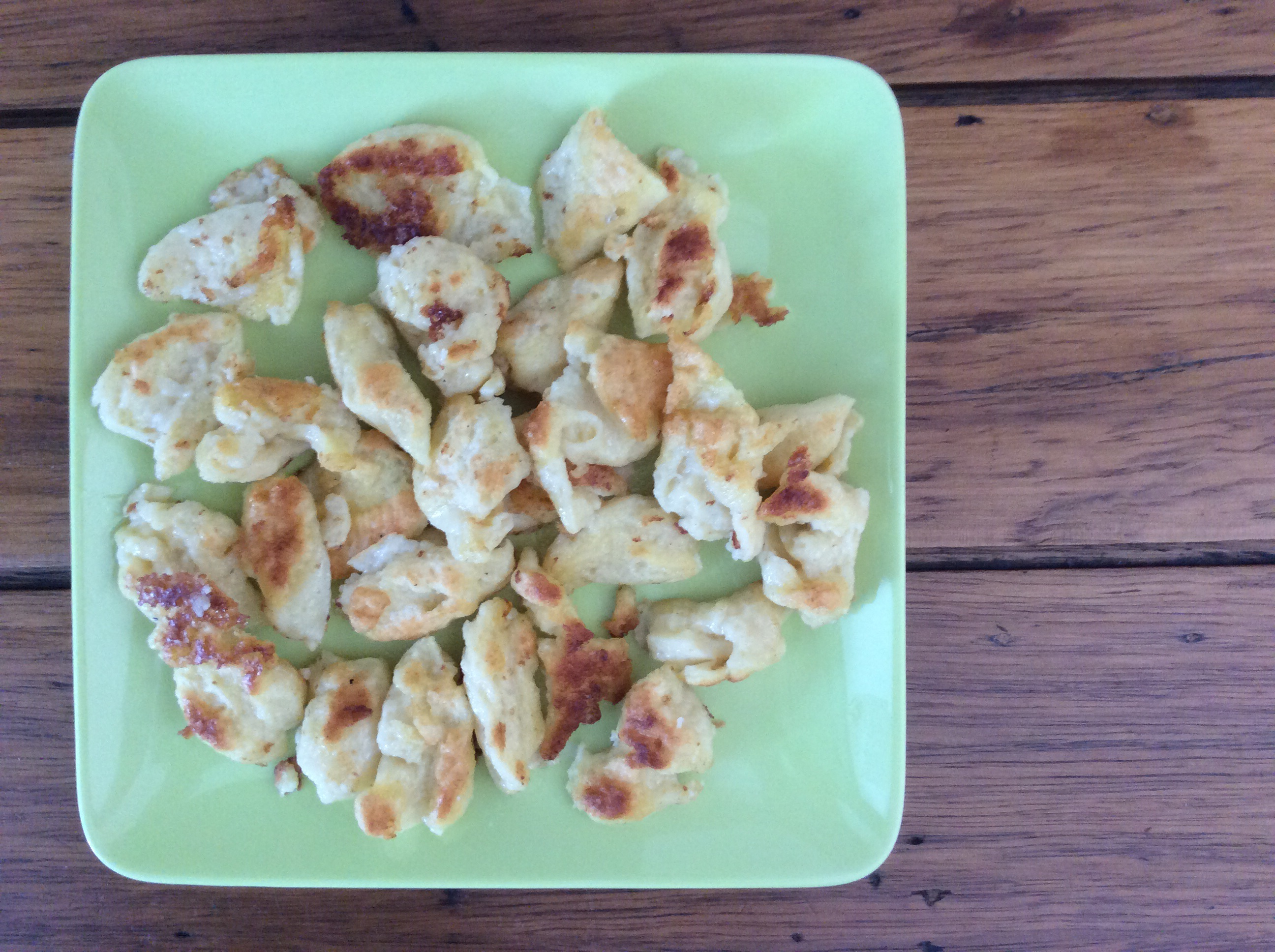
Les mêmes Kneff que plus haut, mais dorées au beurre.

Dans les Vosges romanophones, on nomme ce plat en français régional des kneff, signifiant par là que le plat leur vient de leurs voisins alémaniques d'Alsace. Le terme germanique s'est implanté en patois roman comme les mots choucroute, kouglof ou quiche. On notera que les Vosgiens ont néanmoins quelque peu adapté la prononciation de l'affriquée /PF/ spécifique du haut allemand en /FF/ plus abordable pour un francophone. La romanisation a rendu le terme féminin en vosgien. alors qu'en langue germanique il est neutre.
Dans les Vosges, les kneff sont résolument un accompagnement très apprécié, plus répandu  que les Spätzle dont l'identité alsacienne reste très marquée dans les esprits. En faisant des spätzle, on prépare sciemment un plat alsacien dont le nom à lui seul fait référence à une culture germanique. Les Vosgiens ont, en, revanche, adopté les kneff comme une composante quotidienne de leur cuisine régionale sans savoir d'où viendrait ce plat.
Comme pour les autres régions de la sphère Knepfle, les kneff vosgiennes accompagnent idéalement les plats de viande en sauce, et pour tous les Vosgiens qui ont grandi dans les années 1950 à 1970, on peut nommer en tête sans se tromper le lapin ou le rôti de porc dont la première gourmandise consistait à arroser les kneff du jus de cuisson.
Comme la préparation des kneff prend un peu de temps, on associait ce plat autrefois au repas du samedi midi.

### Knöpfli(Suisse)
En Suisse, on trouve les knöpfle [ˈknœpflə] ou knöpfli [ˈknœpfli].

### Nocken(Autriche)

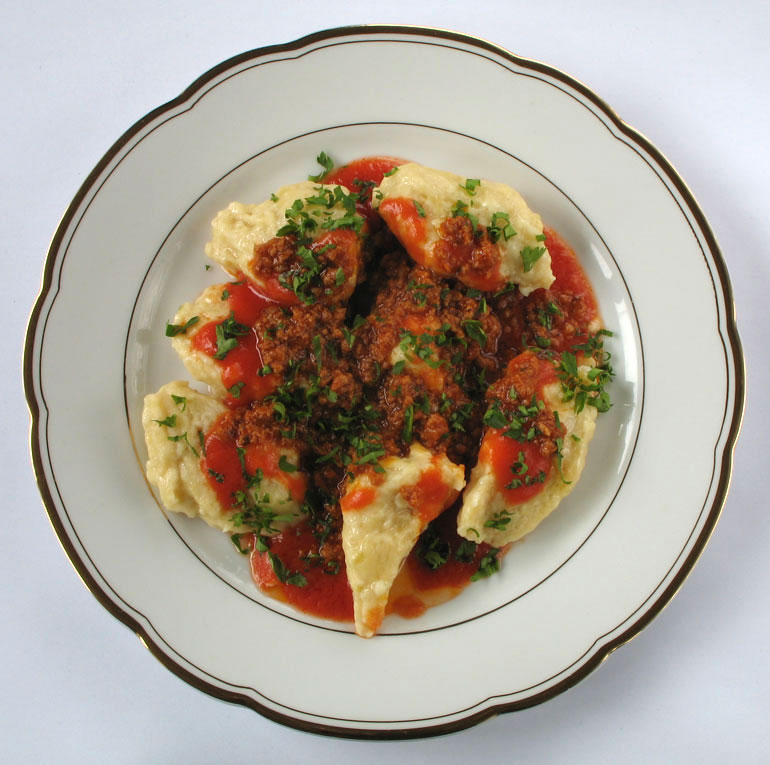
Nocken avec sauce tomate.

Les Nocken, ou sous la forme diminutive Nockerl, sont les termes utilisés en Autriche pour désigner des petites boulettes ou gnocchis des recettes locales ou des pays limitrophes comme la Slovaquie, la Hongrie, l'Italie ou la République tchèque.
Contrairement aux kneff, knepp ou knepfle, leur composition repose sur un éventail d'ingrédients plus large bien que le principe de la farine, de l'eau et  de l'œuf comme liant soit toujours conservé. Ils sont en général cuits à l'eau bouillante et servent d'accompagnement aux plats en sauce, mais aussi pour agrémenter une soupe. Dégustés seuls, les Nocken se mangent gratinés ou avec du fromage fondu, comme pour les Käsespätzle. Ils peuvent aussi être préparés sucrés.
Les Nockerln pour la soupe sont généralement à base de semoule (blé ou maïs), mais, suivant les régions, on emploie aussi la farine de châtaigne ou des pommes de terre cuites réduites en purée. On peut y adjoindre des épinards, de la citrouille ou de la ricotta.

### Strapačkyethalušky(Slovaquie)

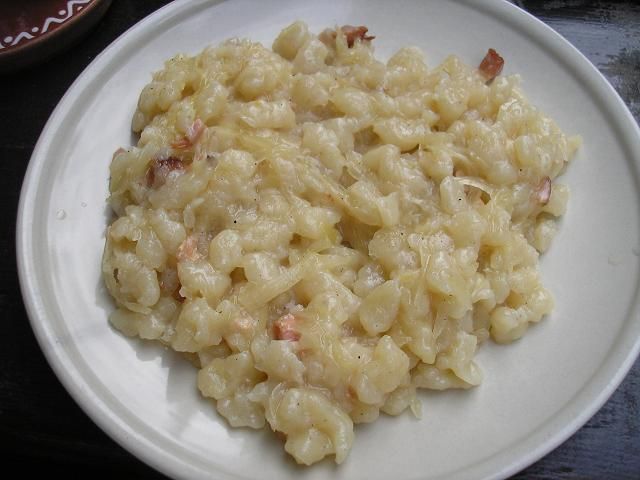
Gnocchis slovaques au lard et choucroute.

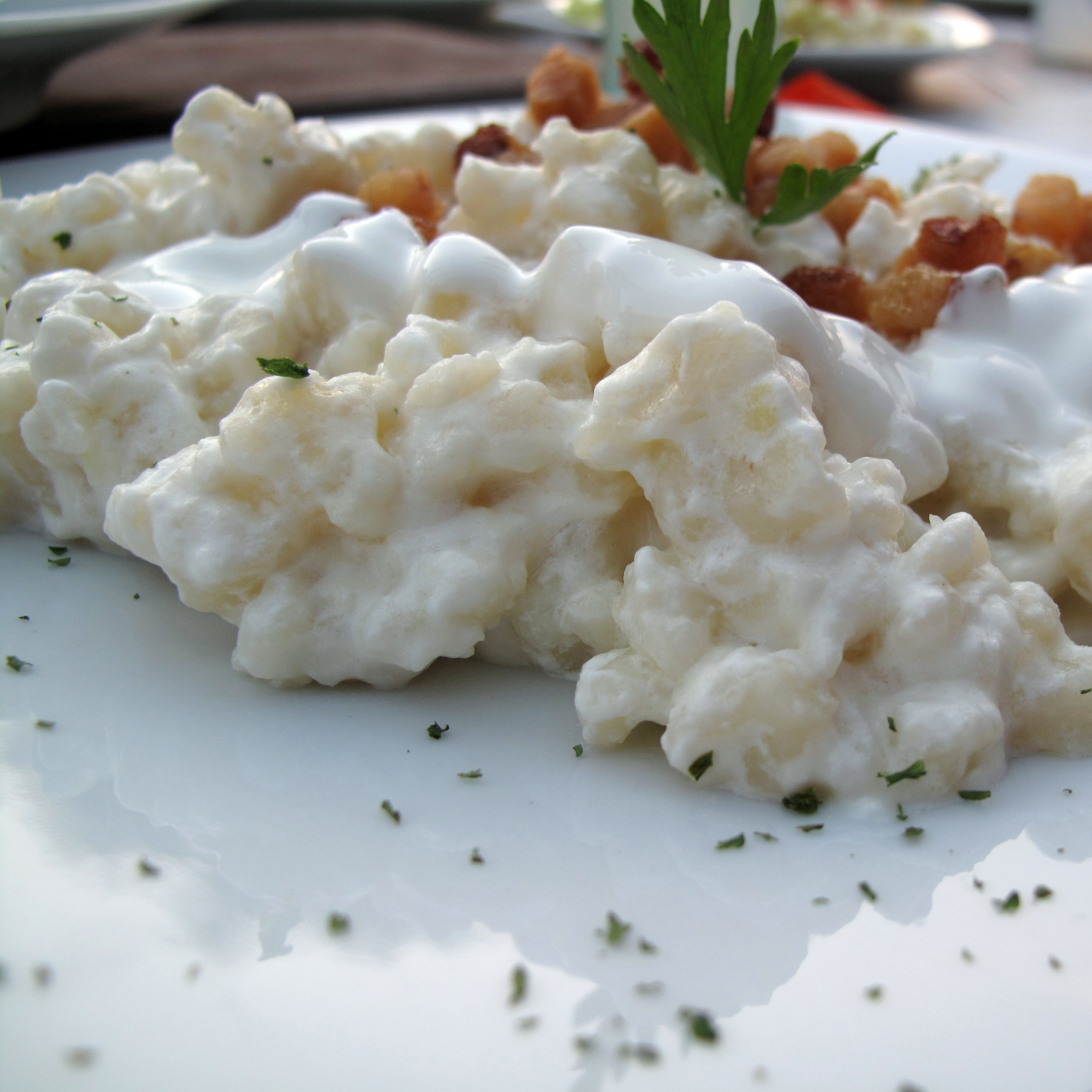
Knepfle slovaques au bryndza.

On sert en Slovaquie des knepfle en association avec le lard et la choucroute (kapustové strapačky so slaninou) que les Autrichiens traduisent par Sauerkrautnocken, rappelant ainsi les Krautspätzle. Les strapačky sont, par leur petite forme ronde, proche parent des knepfle.
Les knepfle au bryndza, bryndzové halušky, en autrichien Brimsennocken sont à base de pommes de terre, œuf et farine.

### Variantes hongroises
En Hongrie, les nokedli, [ˈnokɛdli] ou galuska, [ˈgɒluʃkɒ]) font partie des plats classiques très appréciés dans la cuisine quotidienne.
La cuisine juive ashkénaze a également transporté dans les pays de l'immigration juive les diverses formes de gnocchis d'origine hongroise. L'ouvrage La Cuisine de la diaspora explique que les Hongrois consomment des pâtes et accompagnements à base de pâte presque à tous les repas. Les Knepfle que décrit la maîtresse de maison sont un plat de récupération de restes après avoir fait du poulet pané. Elle mélange 200 g de farine avec deux œufs, pétrit la pâte et utilise la méthode du schaben.